# Patterson-Gimlin filmen
Patterson-Gimlin filmen, også kendt som Patterson filmen eller PGF, er en kort amerikansk film der viser et uidentificeret væsen, som filmskaberne af filmen påstår at være en Bigfoot. Optagelserne til filmen blev skudt i 1967 i den nordlige del af Californien, og filmen har siden været udsat for mange forskellige forsøg på at autentificere og afsløre mysteriet om væsenet i den. 
Filmen blev skudt af Roger Patterson (14. februar 1933 – 15. januar 1972), og Robert "Bob" Gimlin (18. oktober 1931). Filmen varer 59,5 sekunder, har i alt 954 billeder og kører på 16 billeder i sekundet.